# Dziura w Organach IV

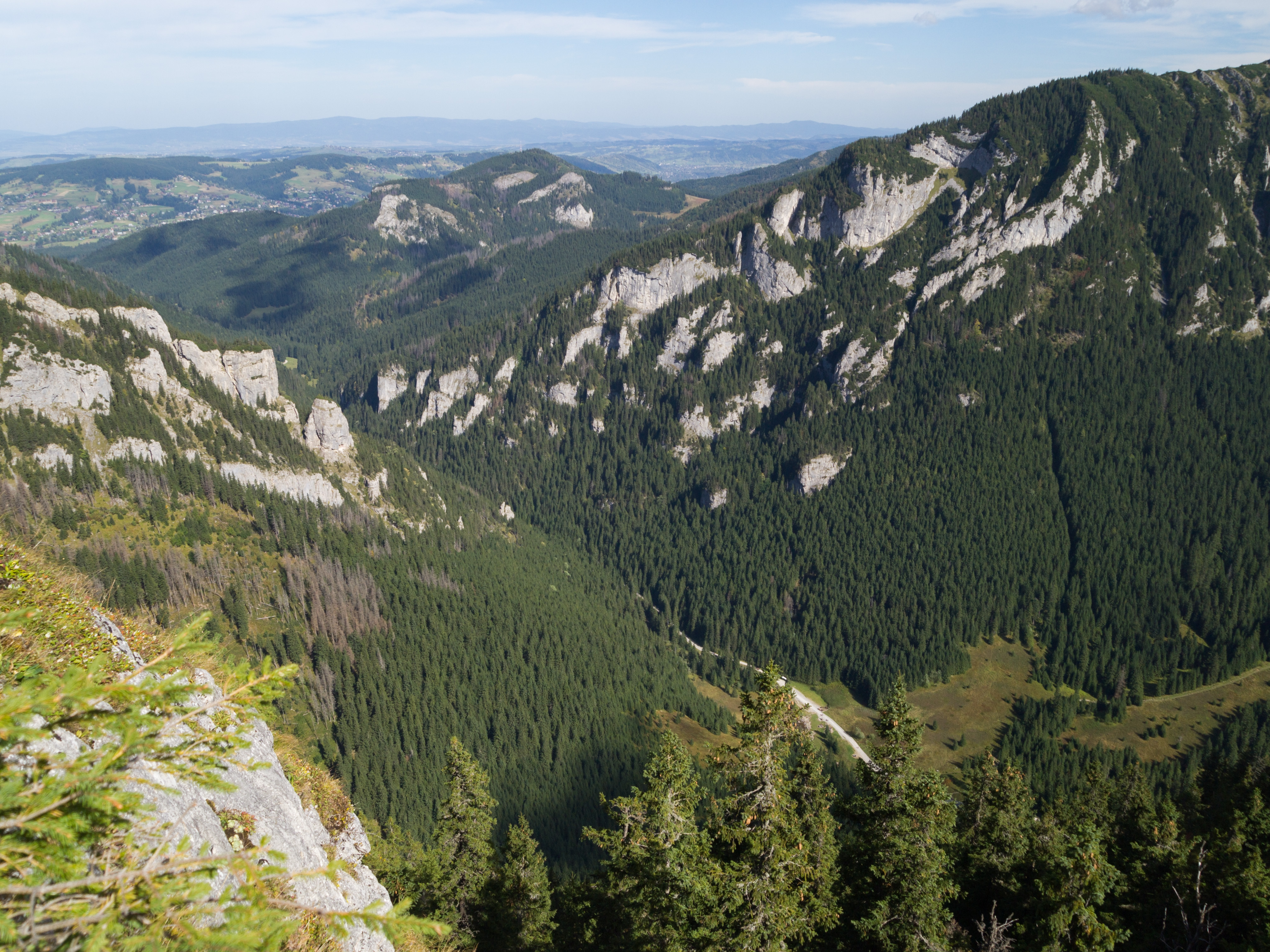
W głębi południowo-zachodnie zbocza Organów z widocznym amfiteatrem

Dziura w Organach IV – jaskinia, a właściwie schronisko, w Dolinie Kościeliskiej w Tatrach Zachodnich. Wejście do niej znajduje się w południowej części Organów, w ścianie znajdującego się tam skalnego amfiteatru, w pobliżu Dziury w Organach I i Dziury w Organach II, na wysokości 1319 metrów n.p.m. Długość jaskini wynosi 6,5 metrów, a jej deniwelacja 5 metrów.

## Opis jaskini
Jaskinia zaczyna się niewielką salką, do której prowadzi mały otwór wejściowy. Przechodzi ona w kilkumetrowy kominek kończący się szczeliną nie do przejścia.

## Przyroda
W jaskini można spotkać nacieki grzybkowe. Ściany są wilgotne, rosną na nich mchy i porosty.

## Historia odkryć
Jaskinia była prawdopodobnie znana od dawna. Jej pierwszy plan i opis sporządziła I. Luty przy pomocy J. Iwanickiego (seniora) w 1979 roku.